# Worawongsathirat
Worawongsathirat (tiếng Thái: วรวงศาธิราช, Varavaṅśādhirāja) là vị vua không chính thức của Vương quốc Ayutthaya trong lịch sử Thái Lan. Ông chỉ trị vì trong vòng 42 ngày vào năm 1548 trước khi bị ám sát. Mặc dù biên niên sử Xiêm ghi lại rằng Worawongsathirat đã giành được ngai vàng, song quyền lực của ông không được hầu hết các nhà sử học truyền thống chấp nhận.

## Tình nhân của Thái hậu
Tên thật của ông là Bunsi (tiếng Thái: บุญศรี). Về sau ông được tiến cung làm người giữ Đền thờ Hoàng gia (หอพระเทพบิดร), một tu viện bên trong hoàng cung (có nhiệm vụ tổ chức các nghi lễ tôn giáo). Bunsi sau đó được phong thành Phan Butsithep (tiếng Thái: พันบุตรศรีเทพ). Sau đó ông được thăng cấp bậc Khun và gọi là Khun Chinnarat (tiếng Thái: ขุนชินราช); điều này xảy ra ngay cả khi ông thông gian với Hoàng phi Sri Sudachan (tiếng Thái: ศรีสุดาจันทร์), một người vợ của vua Chairacha. (Sri Sudachan không phải tên của bà, nhưng nó là một trong những tên của bốn vị vương phi bao gồm Inthrasuren, Sri Sudachan, Inthrathewi và Si Chulalak.)
Vua Chairacha băng hà vào năm 1546, do bị hạ độc bởi Sri Sudachan. Hoàng tử Yotfa lên ngôi trở thành Vua Yotfa, tôn mẫu phi Sri Sudachan làm Hoàng thái hậu, nắm quyền nhiếp chính. Bà ta ngay lập tức bổ nhiệm Khun Chinnarat lên làm Khun Warawongsa, xây dựng dinh thự riêng của ông ta ở bên cạnh hoàng cung. Khi quan Thượng thư bộ Binh - Phraya Maha Sena phàn nàn về việc này, Thái hậu Sri Sudachan liền cho sát thủ đi ám sát Phraya Maha Sena. Việc Sri Sudachan và Khun Chinnarat có mối quan hệ tình ái với nhau trước hoặc sau khi Yotfa lên ngôi là một chủ đề tranh cãi. Hồi ký của Jeremias van Vliet kể lại rằng họ đã gặp nhau sau khi Yotfa đăng quang trái ngược với những ghi chép trong các biên niên sử của Fernão Mendes Pinto.)
Rất nhanh sau đó, Thái hậu Sri Sudachan đã mang thai với Khun Warawongsa, và điều này trở thành bằng chứng không thể chối cãi cho tội trạng thông gian của bà. Để đối phó với cái bụng ngày càng to ra của mình, vào năm 1548, Thái hậu Sri Sudachan triệu tập các quan đại thần vào đại điện, tuyên bố rằng vua Yotfa còn quá trẻ để trị vì đất nước, do đó bà quyết định đưa Khun Chinnarat lên ngai vàng với hiệu Khun Worawongsathirat. Cựu vương Yotfa nhanh chóng bị ám hại ngay sau đó tại Tu viện Khdk Phraya. Các nhà sử học truyền thống chỉ trích điều này như một sự tiếm ngôi và vi phạm đạo đức nghiêm trọng. Một vài sử học hiện đại lại có cách nhìn khác. Theo cách giải thích này, cả Sri Sudachan và Worawongsathirat, đều là thành viên của gia tộc Lawo-Ayothaya bị phế truất năm xưa và đang nung nấu ý định khôi phục lại ngai vàng cho dòng họ. Vì vậy triều đại của Worawongsathirat có thể xem là sự trung hưng của Vương triều Lawo-Ayothaya, sau 150 năm bị tước đoạt bởi gia tộc Suphannaphum.

## Triều đại 42 ngày
Sau đó, Khun Warawongsa bàn với Sri Sudachan, rằng các quan đại thần vẫn còn nhiều người không thuần phục vương triều mới, và tình hình các trấn phía bắc rất bất ổn. Do đó họ quyết định xuống chiếu triệu hồi các quan Tổng đốc đang trấn giữa các tỉnh phía bắc về, nhằm thay thế bằng tay chân thủ hạ thân tín.
Hành vi giết vua tiếm quyền của Khun WWorasongsa và Sri Sudachan đã khiến cho các quý tộc sinh lòng bất bình. Bốn viên đại thần gồm Khun Phirenthdrathep của gia tộc Sukhothai, Khun Inthdrathep của gia tộc Nakhon Si Thammarat, Miin Ratchasaneha và Luang Si Yot đã cùng nhau lên kế hoạch làm binh biến. Âm mưu đảo chính của họ liên quan đến việc tìm thấy bạch tượng ở Lop Buri vào năm 1548. Bạch tượng được xem là vật linh thiêng và là biểu tượng của quyền lực hoàng gia; và người ta bảo rằng người quản tượng không thể thuần hóa được con voi, nên nhà vua được mời đến để đích thân thuần hóa nó. Đoàn thuyền hoàng gia chở Khun Worawongsa, Sri Sudachan, đứa con gái 1 tuổi của họ cùng Hoàng tử Si Sin (con riêng của Sri Sudachan với tiên vương Chairacha, em ruột của vua Yotfa) đi dọc theo kênh Plamo (tiếng Thái: คลองปลาหมอ), bên cạnh kênh Sabua (tiếng Thái: คลองสระบัว) (nhà sử học Jeremias van Vliet cho biết nó ở phía gần Cổng cung điện hơn) trước khi lọt vào ổ phục kích của quân nổi loạn. Cả gia đình ba người gồm hai vợ chồng mới cưới và cô con gái đều bị giết hại, trong khi Hoàng tử Si Sin - 8 tuổi, được tha mạng nhưng buộc phải cạo tóc đi tu. Thủ cấp của tiếm vương và người tình sau đó bị treo trên cọc nhọn, và xác của họ bị bỏ lại cho kền kền ăn thịt.
Những người tổ chức cuộc đảo chính đã mời Hoàng thân Thienracha từ trong chùa về cung làm lễ lên ngôi. Ấy tức là vua Maha Chakkrapat.:37–39